# Nécropole nationale de La Fontenelle
Pour un article plus général, voir Sites funéraires et mémoriels de la Première Guerre mondiale (Front Ouest).
La Nécropole nationale de La Fontenelle est un cimetière militaire français de la Première Guerre mondiale.

## Localisation
La nécropole est situé au lieu-dit La Fontenelle sur territoire de la commune de Ban-de-Sapt dans le département des Vosges, en Lorraine, dans la région Grand Est de la France. 
La butte de la Fontenelle est à 627 mètres d'altitude.

## Historique
Elle rassemble les dépouilles de 1 384 militaires français, dont 424 en ossuaire,.
Elle a été créée en 1921-1923 et rassemble les corps des soldats morts lors de la bataille de La Fontenelle de septembre 1914 à juillet 1915.
Depuis 2010, l’ONACVG assure l’entretien, la gestion et la valorisation des 273 nécropoles nationales, dont la nécropole de La Fontenelle.
La Nécropole nationale de la Fontenelle a fait l'objet d'une inscription au titre des monuments historiques par arrêté du 28 décembre 2017.
L’association « Paysages et Sites de mémoire de la Grande Guerre » a par ailleurs proposé une inscription au patrimoine mondial de l'UNESCO des sites du front Ouest de la Grande Guerre, et notamment du site "Ban-de-Sapt / Senones".
En raison de son appartenance aux site funéraires et mémoriels du Front Ouest de la Première Guerre mondiale, la nécropole nationale de La Fontenelle a fait l'objet, en 2023, d'une inscription par l'UNESCO sur la liste du Patrimoine mondial au même titre que 138 sites similaires.

## Caractéristiques
La nécropole regroupe les cimetières militaires de La Fontenelle et des environs, de Germainfaing, de Launois et de Celles-sur-Plaine (bataille du col de la Chapelotte).

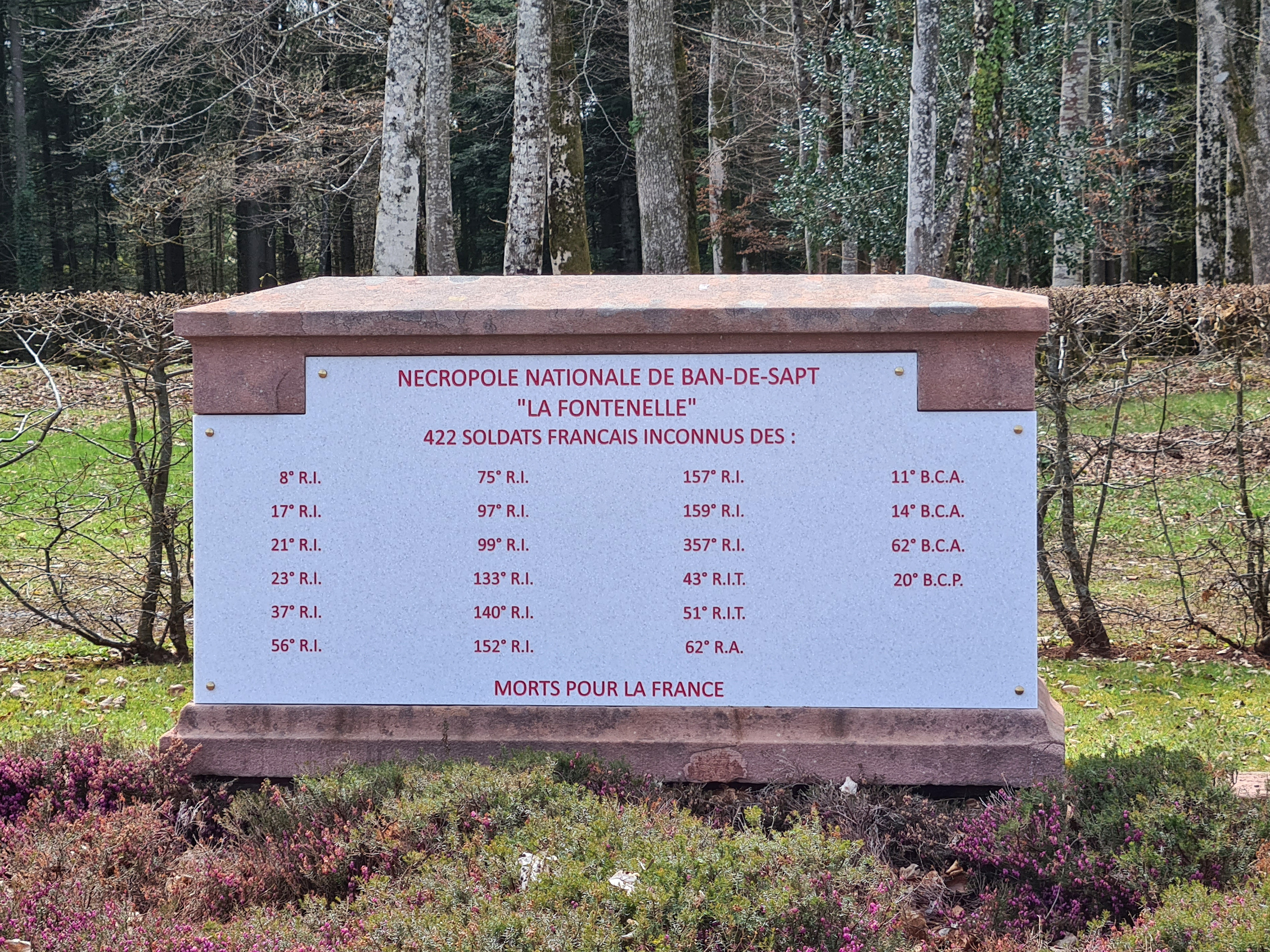
Monument aux morts inconnus avec recensement des régiments combattants.

La Nécropole nationale de La Fontenelle regroupe près de 1 384 corps issus de neuf cimetières militaires provisoires. Les dépouilles de 424 soldats reposent en ossuaire.

## Monuments commémoratifs
Monument à la mémoire des combattants de 1915 : un monument à la double effigie de Marianne et d'un poilu fut édifié en août 1925 au sein de la nécropole de la Fontenelle et les combats de 1915 sont alors commémorés tous les deuxièmes dimanches de juillet. En grès rose local, ce monument est l’œuvre du sculpteur nancéien Émile Just Bachelet.

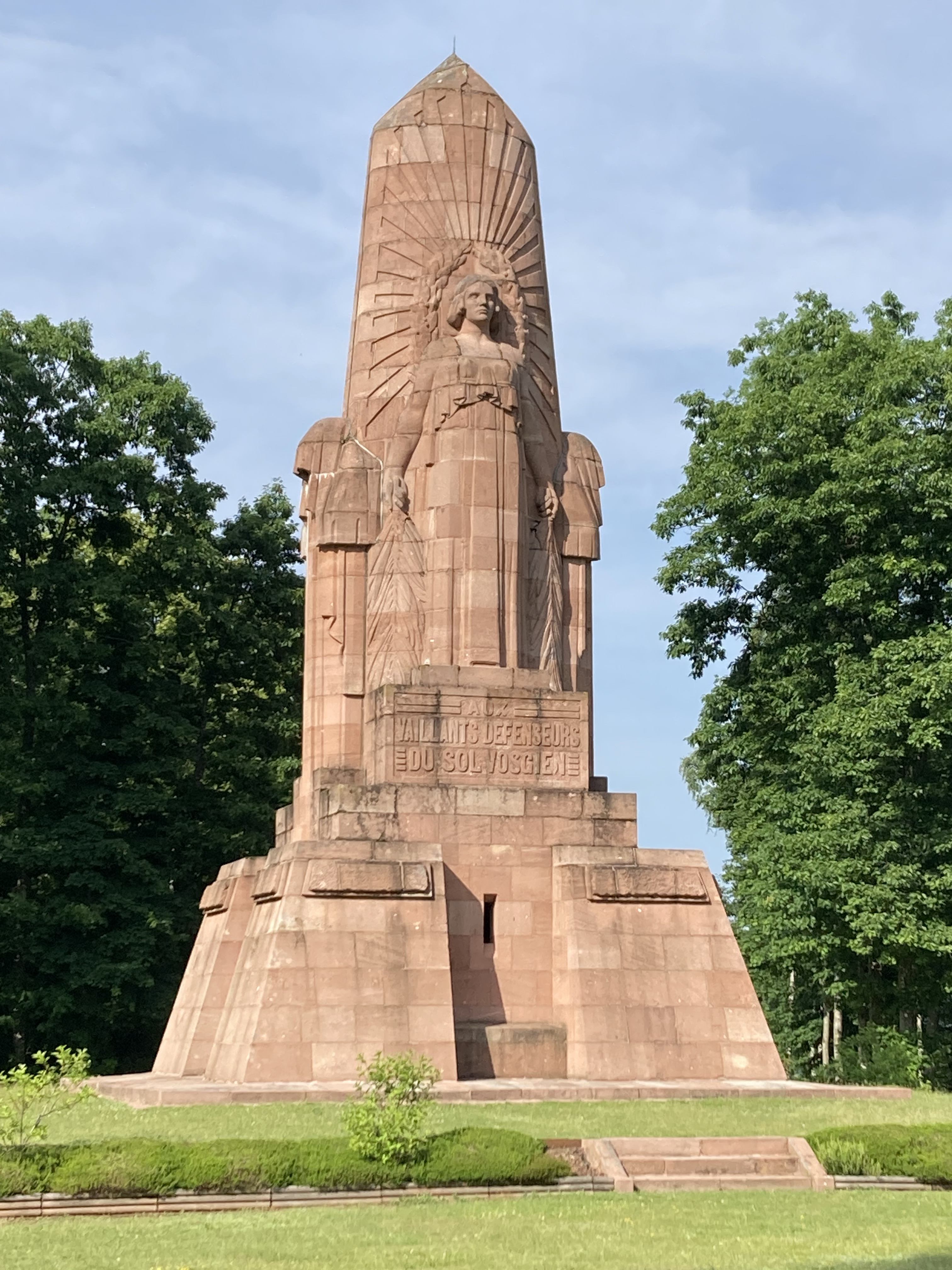
Monument de la nécropole nationale de la Fontenelle.

Un sentier de la mémoire, balisé d'indications historiques, retrace, suivant les pas d'un soldat, l'histoire de cette page sombre de la commune.